# Rattle and Hum
Rattle and Hum — гібридний концертний/студійний альбом ірландського рок гурту U2 та супутній рокументальний фільм, знятий режисером Філом Джоану. Альбом спродюсований Джиммі Айовіном і вийшов 10 жовтня 1988 року, а фільм був показаний Paramount Pictures і вийшов на екрани 27 жовтня 1988 року. Після проривного успіху попереднього студійного альбому гурту, «The Joshua Tree», проект «Rattle and Hum» відображає їхній подальший досвід роботи з американським музичним корінням під час турне Joshua Tree Tour, додаючи елементи блюз-року, фолк-року та госпелу в їхнє звучання. Цей альбом є колекцією нових студійних пісень, живих виступів та кавер-версій і включає записи на Sun Studio у Мемфісі та співпрацю з Бобом Діланом, Б. Б. Кінгом та Гарлемським госпел-хором «New Voices of Freedom».
Хоча «Rattle and Hum» мав на меті показати, що гурт віддає данину поваги легендарним музикантам, деякі критики звинуватили U2 у спробі поставити себе в один ряд з такими артистами. Музичні критики сприйняли як альбом, так і фільм, неоднозначно; один редактор Rolling Stone говорив про альбом як «хвилюючий», інший описав його як «помилковий і пихатий». Фільм зібрав лише $8,6 млн, але альбом мав комерційний успіх, посівши перше місце в кількох країнах і проданий накладом 14 мільйонів копій. Головний сингл «Desire» став першою піснею гурту номер один у Великій Британії, досягнувши третього місця в США. Зіткнувшись із творчим застоєм і критичною реакцією на «Rattle and Hum», U2 переосмислили себе в 1990-х роках через новий музичний напрямок і публічний образ.

### Список пісень
| #     | Назва                                               | Автор                                          | Performer                         | Тривалість |
| ----- | --------------------------------------------------- | ---------------------------------------------- | --------------------------------- | ---------- |
| 1.    | «Helter Skelter» (live)                             | Джон Леннон / Пол Маккартні                    | U2                                | 3:07       |
| 2.    | «Van Diemen's Land»                                 | The Edge (слова), U2 (музика)                  | U2                                | 3:06       |
| 3.    | «Desire»                                            | Bono (слова), U2 (музика)                      | U2                                | 2:58       |
| 4.    | «Hawkmoon 269»                                      | Bono (слова), U2 (музика)                      | U2                                | 6:22       |
| 5.    | «All Along the Watchtower» (live)                   | Bob Dylan                                      | U2                                | 4:24       |
| 6.    | «I Still Haven't Found What I'm Looking For» (live) | Bono (слова), U2 (музика)                      | U2 with The New Voices of Freedom | 5:53       |
| 7.    | «Freedom for My People»                             | Sterling Magee, Bobb Robinson and Macie Mabins | Sterling Magee and Adam Gussow    | 0:38       |
| 8.    | «Silver and Gold» (live)                            | Bono (слова), U2 (музика)                      | U2                                | 5:50       |
| 9.    | «Pride (In the Name of Love)» (live)                | Bono (слова), U2 (музика)                      | U2                                | 4:27       |
| 10.   | «Angel of Harlem»                                   | Bono (слова), U2 (музика)                      | U2                                | 3:49       |
| 11.   | «Love Rescue Me»                                    | Bono and Bob Dylan (слова), U2 (музика)        | U2 with Bob Dylan                 | 6:23       |
| 12.   | «When Love Comes to Town»                           | Bono (слова), U2 (музика)                      | U2 with B. B. King                | 4:14       |
| 13.   | «Heartland»                                         | Bono (слова), U2 (музика)                      | U2                                | 5:02       |
| 14.   | «God Part II»                                       | Bono (слова), U2 (музика)                      | U2                                | 3:15       |
| 15.   | «The Star Spangled Banner}} »                       |                                                | Jimi Hendrix                      | 0:43       |
| 16.   | «Bullet the Blue Sky» (live)                        | Bono (слова), U2 (музика)                      | U2                                | 5:37       |
| 17.   | «All I Want Is You»                                 | Bono (слова), U2 (музика)                      | U2                                | 6:30       |
| 72:27 |                                                     |                                                |                                   |            |

## Чарти

### Тижневі чарти
| Чарт (1988—2014)                                     | Найвища позиція |
| ---------------------------------------------------- | --------------- |
| Австралія Australian Albums (ARIA)                   | 1               |
| Австрія Austrian Albums (Ö3 Austria)                 | 1               |
| Нідерланди Dutch Albums (MegaCharts)                 | 1               |
| Франція French Albums (SNEP)                         | 34              |
| Німеччина German Albums (Offizielle Top 100)         | 1               |
| Італія Italian Albums (FIMI)                         | 47              |
| Нова Зеландія New Zealand Albums (Recorded Music NZ) | 1               |
| Норвегія Norwegian Albums (VG-lista)                 | 1               |
| Іспанія Spanish Albums (PROMUSICAE)                  | 72              |
| Швеція Swedish Albums (Sverigetopplistan)            | 2               |
| Швейцарія Swiss Albums (Schweizer Hitparade)         | 1               |
| Велика Британія UK Albums (OCC)                      | 1               |
| США Billboard 200                                    | 1               |

### Річні чарти
| Чарт (1988)                        | Позиція |
| ---------------------------------- | ------- |
| Austrian Albums (Ö3 Austria)       | 14      |
| Dutch Albums (Album Top 100)       | 3       |
| German Albums (Offizielle Top 100) | 52      |
| Чарт (1989)                        | Позиція |
| Australian Albums (ARIA)           | 18      |
| Austrian Albums (Ö3 Austria)       | 3       |
| Dutch Albums (Album Top 100)       | 22      |
| German Albums (Offizielle Top 100) | 24      |
| New Zealand Albums (RMNZ)          | 6       |
| Swiss Albums (Schweizer Hitparade) | 14      |
| US Billboard 200                   | 29      |

### Пісенні чарти
| Рік                                          | Пісня                     | Найвища позиція | Найвища позиція | Найвища позиція | Найвища позиція | Найвища позиція | Найвища позиція | Найвища позиція |
| Рік                                          | Пісня                     | AUS             | CAN             | IRE             | NZ              | UK              | US Hot 100      | US Main Rock    |
| -------------------------------------------- | ------------------------- | --------------- | --------------- | --------------- | --------------- | --------------- | --------------- | --------------- |
| 1988                                         | «Desire»                  | 1               | 1               | 1               | 1               | 1               | 3               | 1               |
| 1988                                         | «Angel of Harlem»         | 18              | 1               | 3               | 1               | 9               | 14              | 1               |
| 1988                                         | «God Part II»             | —               | —               | —               | —               | —               | —               | 8               |
| 1989                                         | «When Love Comes to Town» | 23              | 41              | 1               | 4               | 6               | 68              | 2               |
| 1989                                         | «All I Want Is You»       | 2               | 67              | 1               | 2               | 4               | 83              | 13              |
| «—» позначає реліз який не потрапив в чарти. |                           |                 |                 |                 |                 |                 |                 |                 |

## Сертифікації
| Регіон                                                                                          | Сертифікація  | Продажі    |
| ----------------------------------------------------------------------------------------------- | ------------- | ---------- |
| Аргентина (CAPIF)                                                                               | Золотий       | 30 000^    |
| Австралія (ARIA)                                                                                | 7× Платиновий | 490 000^   |
| Бразилія (ABPD)                                                                                 | Золотий       | 100 000*   |
| Канада (Music Canada)                                                                           | 7× Платиновий | 700 000^   |
| Данія (IFPI Denmark)                                                                            | Золотий       | 50 000^    |
| Фінляндія (IFPI Finland)                                                                        | Золотий       | 28,632     |
| Франція (SNEP)                                                                                  | Платиновий    | 300 000*   |
| Німеччина (BVMI)                                                                                | Платиновий    | 500 000^   |
| Гонконг (IFPI Hong Kong)                                                                        | Золотий       | 10 000*    |
| Італія продажі у 1989                                                                           | —             | 25,000     |
| Нідерланди (NVPI)                                                                               | Платиновий    | 100 000^   |
| Нова Зеландія (RIANZ)                                                                           | Платиновий    | 15 000^    |
| Норвегія (IFPI Norway)                                                                          | Золотий       | 25 000*    |
| Португалія (AFP)                                                                                | Платиновий    | 40 000^    |
| Іспанія (PROMUSICAE)                                                                            | Платиновий    | 100 000^   |
| Швеція (IFPI Sweden)                                                                            | Золотий       | 50 000^    |
| Швейцарія (IFPI Switzerland)                                                                    | 2× Платиновий | 100 000^   |
| Велика Британія (BPI)                                                                           | 4× Платиновий | 1 200 000^ |
| США (RIAA)                                                                                      | 5× Платиновий | 5 000 000^ |
| Підсумки                                                                                        |               |            |
| Світові                                                                                         | —             | 14,000,000 |
| *продажі, що базуються лише на сертифікаціях ^відвантаження, що базуються лише на сертифікаціях |               |            |